# (6076) Plavec
(6076) Plavec ist ein Asteroid des Hauptgürtels, der am 14. Februar 1980 vom slowakischen Astronomen Ladislav Brožek am Kleť-Observatorium (IAU-Code 046) in Südböhmen nahe der Stadt Český Krumlov entdeckt wurde.
Benannt wurde er zu Ehren des tschechischen Astronomen Miroslav Plavec (* 1925).